# Municipio de Sugarloaf (Arkansas)
El municipio de Sugarloaf (en inglés: Sugarloaf Township) es un municipio ubicado en el condado de Sebastian en el estado estadounidense de Arkansas. En el año 2010 tenía una población de 1657 habitantes y una densidad poblacional de 13,84 personas por km².

## Geografía
El municipio de Sugarloaf se encuentra ubicado en las coordenadas 34°59′1″N 94°16′51″O / 34.98361, -94.28083. Según la Oficina del Censo de los Estados Unidos, el municipio tiene una superficie total de 119.73 km², de la cual 118.23 km² corresponden a tierra firme y (1.25%) 1.5 km² es agua.

## Demografía
Según el censo de 2010, había 1657 personas residiendo en el municipio de Sugarloaf. La densidad de población era de 13,84 hab./km². De los 1657 habitantes, el municipio de Sugarloaf estaba compuesto por el 92.88% blancos, el 1.03% eran afroamericanos, el 1.27% eran amerindios, el 1.69% eran asiáticos, el 0.06% eran isleños del Pacífico, el 1.39% eran de otras razas y el 1.69% pertenecían a dos o más razas. Del total de la población el 3.74% eran hispanos o latinos de cualquier raza.